# Кампания на островах Нью-Джорджия
Кампания на островах Нью-Джорджия (англ. The New Georgia Campaign) — серия наземных и морских сражений Тихоокеанской кампании Второй мировой войны между союзными войсками и Японской Империей. Кампания была частью операции «Cartwheel», стратегии союзников в южной части Тихого океана. Кампания проходила на островах Нью-Джорджии, в центральных Соломоновых Островах, с 30 июня по 7 октября 1943 года.

## Общий фон
Японцы захватили Нью-Джорджию в 1942 году, где построили авиабазу Мунда-Пойнт, которая начала свою деятельность в декабре 1942 года, для поддержки наступательных действий на Гуадалканале. В конце 1942 года стало ясно, что японцы не смогут удержать Гуадалканал и следующей целью будет наступление союзников к японской базе в Рабауле в Новой Британии, поэтому центральные Соломоновы Острова являются логическим шагом на этом пути.
Командование Японской императорской армии считало, что удержание Соломоновых островов будет в конечном счёте безуспешным и лучше дождаться нападения союзников на Бугенвиль, который был менее затратным для снабжения и укрепления. Японский флот предпочёл оттягивать сухопутное сражение с союзникам как можно дольше, поддерживая дальнюю линию обороны. Не имея эффективного центрального командования, два вида вооруженных сил Японии начали параллельную реализацию собственных планов: военно-морской флот взял на себя ответственность за защиту центральных Соломоновых островов, армия же сконцентрировалась на защите северных островов.
В начале 1943 года японская оборона была подготовлена против возможных высадок союзников в Нью-Джорджии, Коломбангаре и Санта-Исабель. К июню 1943 года, под командованием генерала Минору Сасаки, в Нью-Джорджии было 10 500 военнослужащих и 9000 человек на Коломбангаре.

## Планирование
К началу 1943 года некоторые из лидеров союзников хотели сосредоточиться на захвате Рабаула, но внушительные силы Японии и отсутствие достаточного количества десантных средств означали, что такая операция закончится поражением. Вместо этого по инициативе Объединенного комитета начальников штабов США был разработан план известный как операция Cartwheel, который предполагал окружить и отрезать Рабаул, не захватив его, одновременными наступательными действиями на территории Новой Гвинеи и на севере через Соломоновы острова.
База союзников на Гуадалканале продолжала страдать от японских бомбардировок даже после того, как 9 февраля 1943 года остров был объявлен зачищенным. Японский аэродром в Мунде облегчил эти рейды, предоставив японским самолетам удобное место для дозаправки на пути к основным базам в Рабауле. Союзники попытались нейтрализовать Мунду ответным бомбардировками и морскими обстрелами, но японцы в кратчайшие сроки ремонтировали аэродром. Таким образом, союзное командование определило, что Мунда должна была быть захвачена наземными войсками. Поскольку острова Нью-Джорджии лежат в южной части Тихого океана осуществление операции было поручено адмиралу Уильяму Ф. Холси, штаб-квартира которого находилась в Нумее на Новой Каледонии

## Захват островов Рассела
Группа островов Рассела, лежащая между Гуадалканалом и Нью-Джорджией служила базой японских войск во время борьбы за Гуадалканал, поэтому адмирал Холси приказал захватить их в рамках подготовки к главной операции в Нью-Джорджии. В начале февраля он поручил контр-адмиралу Ричмонду Келли Тернеру провести операцию Cleanslate (англ. Очищение).
21 февраля адмирал Тернер высадился на архипелаг силами 43-й пехотной дивизии под командованием генерал-майора Джона Хестера и 3-го батальона морской разведки. Эти высадки были абсолютно бескровны, потому что 11 февраля японцы эвакуировали гарнизон вскоре после ухода из Гуадалканала.

## Предварительные действия
Встревоженные, что союзники начали продвижение по цепочке Соломоновых островов, японцы начали бомбить новую американскую базу на Расселле и укреплять свои аэродромы в Мунде, соседней Виле на острове Коломбангара . Американцы тем временем продолжали обстрелы аэродрома Мунды, но эффект от них был сомнительным. Во время одного из ночных бомбардировочных рейдов в ночь с 6 на 7 марта 1943 года американский флот, состоящий из трех лёгких крейсеров и трех эсминцев под командованием контр-адмирала А. Меррилла, столкнулся с японскими эскадренными миноносцами «Мурасаме» и «Минегумо», когда те возвращались из залива Кула после доставки продовольствия в гарнизон на Виле. В последующих действиях, известных как бой в проливе Блэкетт, оба японских эсминца были потоплены. После этого американцы попытались прервать японскую линию снабжения к Виле и Мунде, но эти действия также были неэффективны.
План операции предусматривал одновременные высадки 30 июня в четырёх местах. С юго-востока на северо-запад, это были:
- 1) Уикхем Анкоридж на юго-восточном побережье острова Вангуну ;
- 2) Аэродром Сеги-Пойнт на юго-восточной оконечности Нью-Джорджии;
- 3) Гавань Виру на юго-западном побережье, всего в нескольких милях от Сеги;
- 4) Гавань на острове Рендова, где размещался последний японский контингент в пределах диапазона наземной артиллерии.

## Боевые действия

### Высадки 30 июня — 2 июля

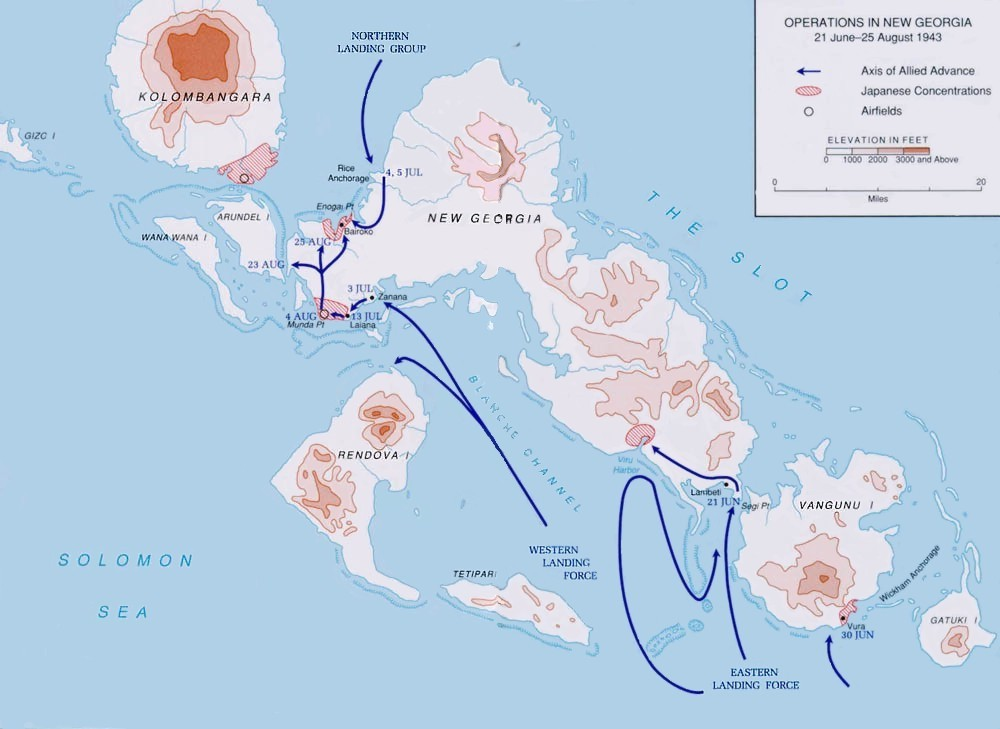
карта высадки союзников в Нью-Джорджии

Части 4-го батальона морской пехоты и 103-го пехотного полка высадилась в бухте Олоана на южном побережье острова Вангуну. Оттуда они выдвинулись в деревню Вура, которая находилась на пути в Уикхем-Анкоридж, первую из целей первоначального плана. К 12 июля Вура была захвачена. Другие части этих подразделений высадились в гавани Виру, которая являлась третьей целью первоначального плана. Японцы отступили и к 9 июля район был освобожден от противника.
Битва за Уикхэм Анкоридж (30 июня — 3 июля 1943 г.) была коротким, но упорным сражением. Уикхем Анкоридж являлся стратегически удобной гаванью на восточной оконечности Нью-Джорджии. Считалось, что основной японский гарнизон расположен в Вуре, к юго-западу от Анкориджа. Американцы надеялись захватить гавань быстро, используя её в дальнейшем в качестве тылового порта для транспортных судов в направлении к Мунде.
Высадка была запланирована на пляже Олоана Бей, на южном побережье Вангуну, восточнее от Вуры. Для операции были выделены значительные силы: 2-й батальон 103-го пехотного полка (полковник Лестер Э. Браун) и 20-й полк морской пехоты. Артиллерийская поддержка была оказана батареей 90 мм орудий, а также другими орудиями меньшего калибра. Впоследствии к операции был привлечен 4-й батальон «морских рейдеров».
План операции заключался в высадке морских пехотинцев на рассвете 30 июня, которые должны были закрепиться на пляже. Через 30 минут за ними должна была последовать вторая волна высадки, а затем в 10:00 должны были высадиться последние десантники, но этот план вскоре превратился в хаос. Когда силы вторжения прибыли из залива Олоаны, они столкнулись с сильным дождем и шквальным ветром. Видимость была очень низкой, поэтому адмирал Форт решил отменить высадку затемно и дождаться лучшей погоды или рассвета. Этот приказ не дошел до двух эсминцев, и в 3:30 морские пехотинцы начали переходить на десантные суда. В 3:45 командиры эсминцев поняли, что они оказались в неверном квадрате и приказали морским пехотинцам снова подняться на палубу. Затем они переместились в правильное расположение и возобновили десантную операцию. В конце концов, морпехам удалось добраться до берега вдоль семимильного участка побережья, но войска были разбросаны на широкой площади и 6 транспортных лодок были потеряны. Среди личного состава потерь не было.
Основная атака пехоты происходила на рассвете и закончилась успехом. Сухопутные силы также высадились на берег без потерь и соединились с частями морской пехоты. Данные разведки заставили полковника Брауна изменить план. Основные японские силы были обнаружены в Каеруке, другой деревне в бухте в 1000 ярдах к северо-востоку от Вуры. Теперь эта деревня стала следующей целью американцев. Одна рота была отправлена на занятие Вуры, которая создала в ней артиллерийскую позицию. 105-мм гаубицы должны были обеспечить артиллерийскую поддержку. Остальным силам было приказано продвигаться к Каеруке.
В Вуру было обнаружено только шестнадцать японцев, которых быстро уничтожили. Основные силы достигли Каеруки в 13:20, но к тому времени все радиостанции вышли из строя, поэтому полковник Браун не смог вызвать поддержку артиллерии. Несмотря на это, он решил начать атаку, как планировалось, и наступление началось в 14:05. Несмотря на упорную оборону со стороны японцев, американцам удалось прорвать линии противника и очистить деревню. В ту ночь им также удалось уничтожить японский конвой, который не знал, что деревня уже захвачена.
Хотя японцы потеряли две деревни, они не были побеждены. Оставшиеся в живых продолжали боевые действия. 30 июня они отступили в форпост, в 500 ярдах к востоку от реки Каерука. Американцы вернулись в Вуру и подготовились к скоординированной атаке на новую японскую позицию. Японский форпост подвергся неоднократной бомбардировке с моря и с воздуха, а 2 июля был обстрелян 105-мм гаубицами. Эта предварительная бомбардировка нанесла тяжёлый урон по японцам, поэтому во время атаки 3 июля американцы не встретили серьезного сопротивления. Во время атаки было убито всего семь японских солдат. Большая часть гарнизона была эвакуирована из района боя.
Уикхем Анкоридж вскоре оказался разочарованием для союзников. Несмотря на поражение, продержавшись до 3 июля, японцы заблокировали его использование транспортом, направляющимся к Рендове во время битвы за Мунду. Гавань так и не превратилась в основную базу, хотя и стала убежищем для небольших судов.
Высадки в районе Мунды были наиболее важными из четырёх. Адмирал Тернер лично командовал этой частью флота вторжения со своего флагмана, который был по ошибке затоплен американской лодкой PT, после того, как был поврежден японской торпедой. 172-й пехотный полк высадился в гавани Рендова, в то время как роты A и B 169-го пехотного полка заняли три жизненно важных островка в канале Бланш. Они должны были стать отправной точкой для осады Мунды.
2 июля американцы были готовы совершить высадку в районе Мунды. Пляж Лайана находился всего в двух милях от Мунды, но, поскольку был сильно защищен, этот вариант был отклонен в пользу пляжа Зананы, на три мили восточнее. Занана оказалась неудачным выбором.

### Высадки в заливе Кула
Вице-адмирал Дзинъити Кусака и генерал-лейтенант Хитоси Имамура не собирались дожидаться захвата Нью-Джорджии, также как это произошло на Гуадалканале. 4 тысячи солдат были загружены на эсминцы и отправлены на помощь к осажденному гарнизону. В ночь с 4 на 5 июля их высадили в Виле на юго-восточном побережье острова Коломбангара. Оттуда войска были переправлены через залив Кула на баржах в Байроко на северо-западное побережье Новой Георгии, а затем проследовали маршем в Мунду.
В ту ночь союзники также совершили высадку в заливе Кула. Адмирал Холси отправил 4600 солдат под командованием полковника Ливерседа в Райс Анкоридж на северо-западное побережье Нью-Джорджии. Прикрытие осуществлялось силой трёх лёгких крейсеров и четырёх эскадренных миноносцев, которыми командовал контр-адмирал Уолден Л. Эйнсворт . Один из эсминцев Эйнсворта был торпедирован и потоплен японцами, которые направлялись на усиление гарнизона в Вилу.
Американским войскам было поручено передвигаться по побережью и захватить Байроко, тем самым пресечь попытку японцев укрепить Мунду. Они были успешно высажены на рассвете, но в первый день смогли продвинуться только на 5 миль (8,0 км), так как джунгли оказались трудно проходимы. За три последующих дня они преодолели ещё 7 миль (11 км).
Ночью (с 5 на 6 июля) военно-морские силы США вступили в бой с противником в водах северо-восточнее острова Коломбангара. Сражение, которое стало называться битвой в заливе Кула закончилось победой американцев. США потеряли легкий крейсер «Хелена», в то время как японцы лишились эсминцев, «Ниизуки» и «Нагацуки». В этом бою также погиб командующий японским флотом, контр-адмирал Теруо Акияма

### Осада и захват Мунды

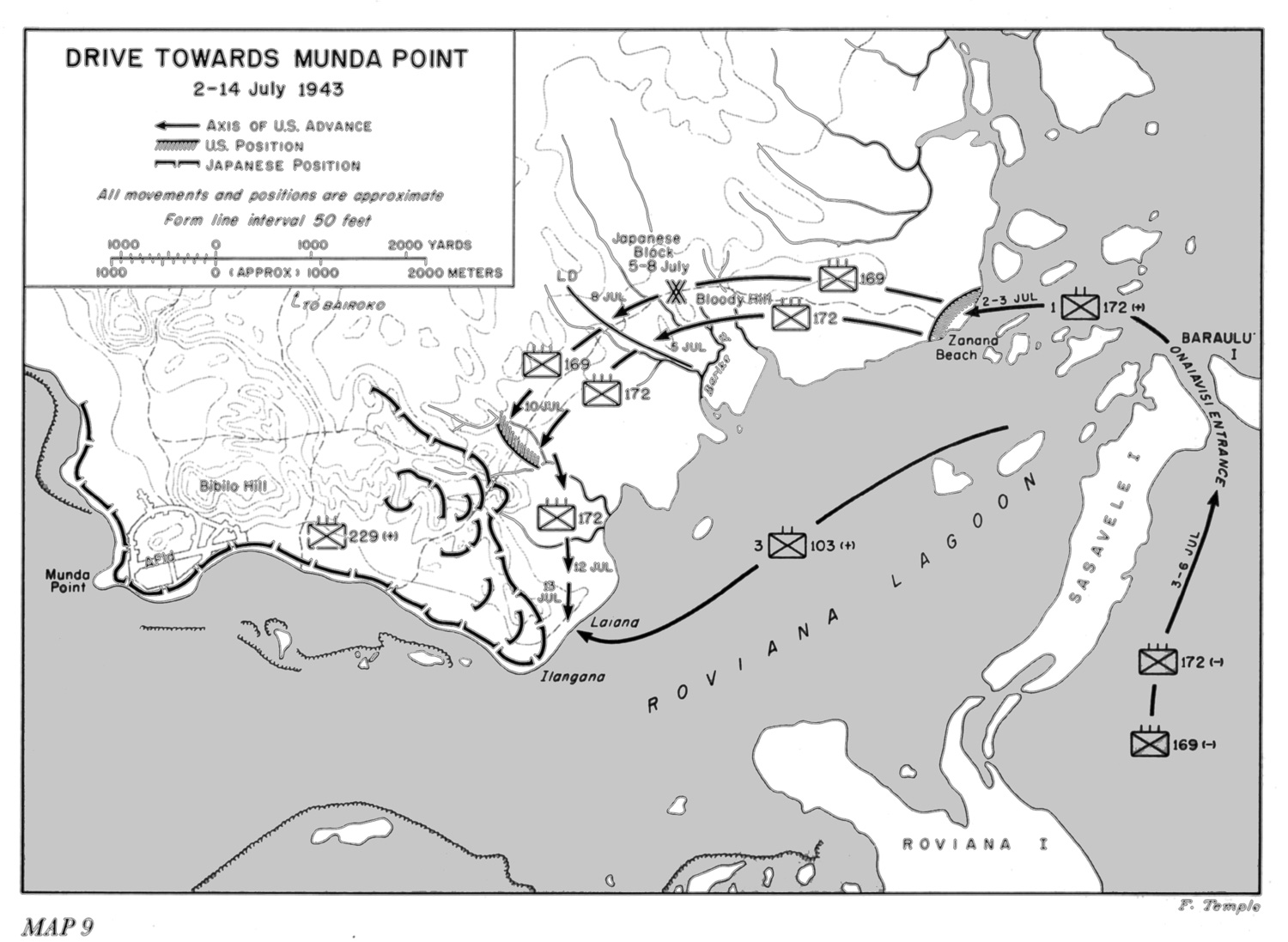
Маршрут наступления к Мунде

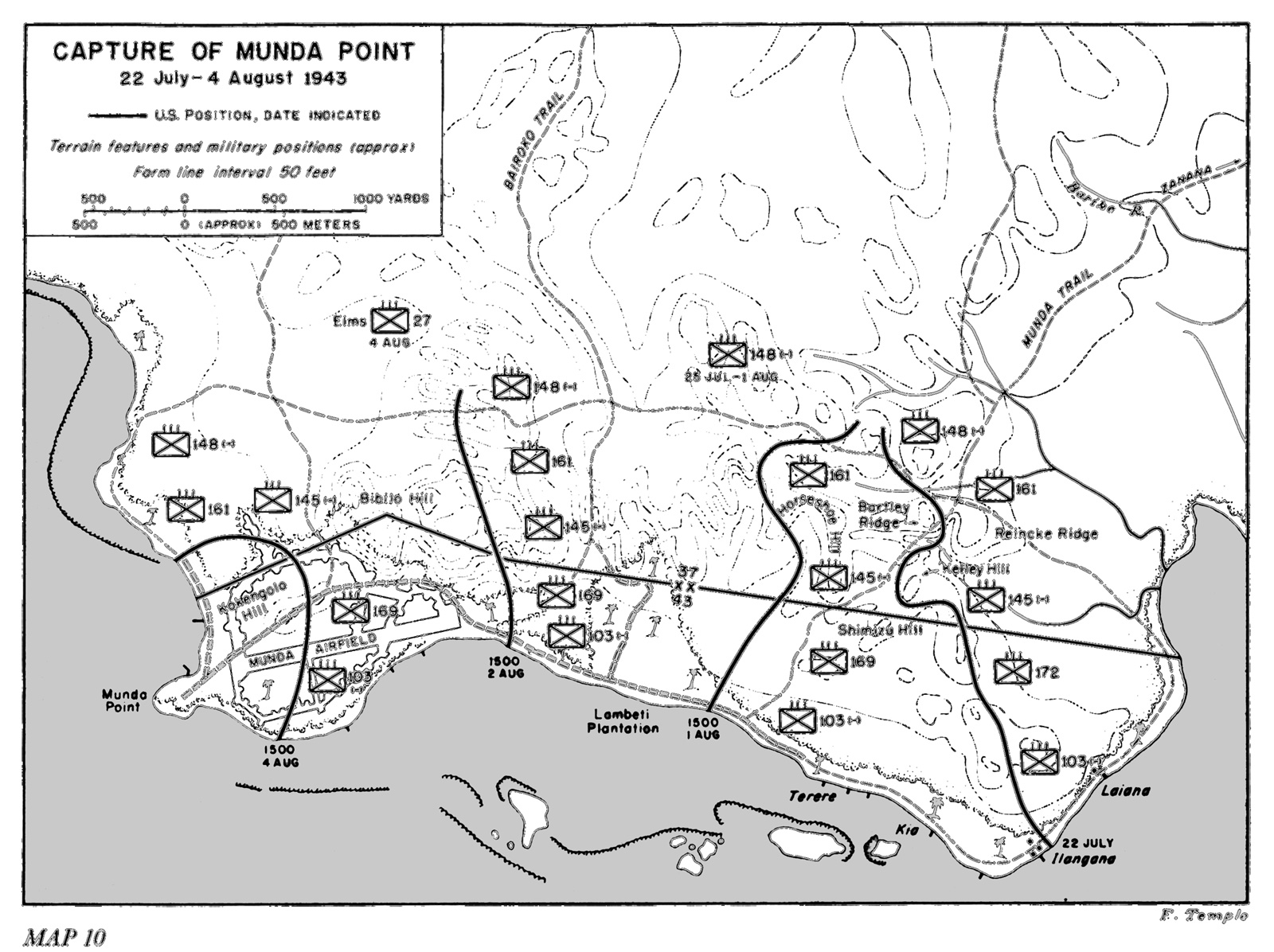
Осада и захват Мунды

Японцам удалось полностью остановить продвижение союзников с пляжа Зананы. Генерал Хестер попытался переломить ситуацию, отправив 172-й пехотный полк на север, чтобы занять японскую позицию с тыла, в то время как 169-й полк продолжал лобовую атаку.
Таким образом, американские наземные войска в Нью-Джорджии были остановлены как на севере, так и на юге, некоторые из американских историков называют эту атаку «самой худшей ошибкой в наземной кампании на тихоокеанском фронте». Японцы получили подкрепление, а ещё 1200 солдат были погружены на четыре эсминца в Рабауле и отправлены в Будай, чтобы высадиться в Виле в ночь с 12 на 13 июля. Транспорты сопровождали легкий крейсер и пять эсминцев. Адмирал Айнсворт был отправлен для перехвата этой флотилии тремя лёгкими крейсерами и десятью эсминцами. Он встретил японские силы в пути в водах к северу от острова Коломбангара. Последующая битва при Коломбангаре привела к затоплению американского эсминца «Гвин», японского лёгкого крейсера «Дзинцу» и гибели контр-адмирала Сундзи Изаки.
После провала атаки с пляжа Занана, генерал-майор Оскар У. Грисволд, командир XIV армейского корпуса, посетил Нью-Джорджию, чтобы оценить ситуацию и пришёл к выводу, что она действительно близка к катастрофе. Он сообщил, что нужно по крайней мере ещё одно свежее подразделение, чтобы выйти из сложившегося тупика. До этого момента адмирал Холси не имел представления о плачевности положения. Чтобы изменить обстановку, на фронт был отправлен генерал-лейтенант Миллард Ф. Хармон. Хармон тщательно изучил ситуацию в Нью-Джорджии и отстранил Хестера от общего оперативного командования, чтобы тот мог сосредоточиться на руководстве своей собственной дивизией. Долгожданное изменение в командовании произошло одновременно, когда контр-адмирал Теодор Старк Уилкинсон взял на себя руководство войсками адмирала Тернера (15 июля).
Генерал Сасаки воспользовался беспорядком на американской стороне. Историк Самуэль Элиот Морисон описал это так:
Когда тьма опустилась на джунгли, японцы приблизились к американским линиям. Одни неистово крича, атаковали позиции американских солдат, другие тихо ползли в американские окопы и кололи или душили дозорных. Часто японцы громко ругались по-английски, швыряли свое снаряжение, оскорбляли американских офицеров и высмеивали американцев, напоминая, что они «сейчас не на учениях в Луизиане». Для больных и голодных солдат, которые сражались весь день, этот неистовый крик был ужасен. Они стреляли во всё, что движется. Огонь открывался по гнилым пням, по крабам и даже по товарищам.
Японцы обучились тактике уничтожения танков, нивелируя эффективность бронетехники в джунглях ещё больше, чем обычно. Наивысшей точкой наступления стало уничтожение командного пункта 43-й дивизии в ночь на 17 июля. Однако вскоре натиск японских войск иссяк. Солдаты были истощены, многие ранены. Более того японцы потеряли связь с Рабаулом. 3 августа генерал Сасаки приказал отступить из района Мунды. Генерал Грисволд обошел Мунду с северо-запада и 5 августа уничтожил оставшихся японцев артиллерийским огнем. В тот день американцы вошли в Мунду, выполнив главную задачу кампании.

### Захват Байроко

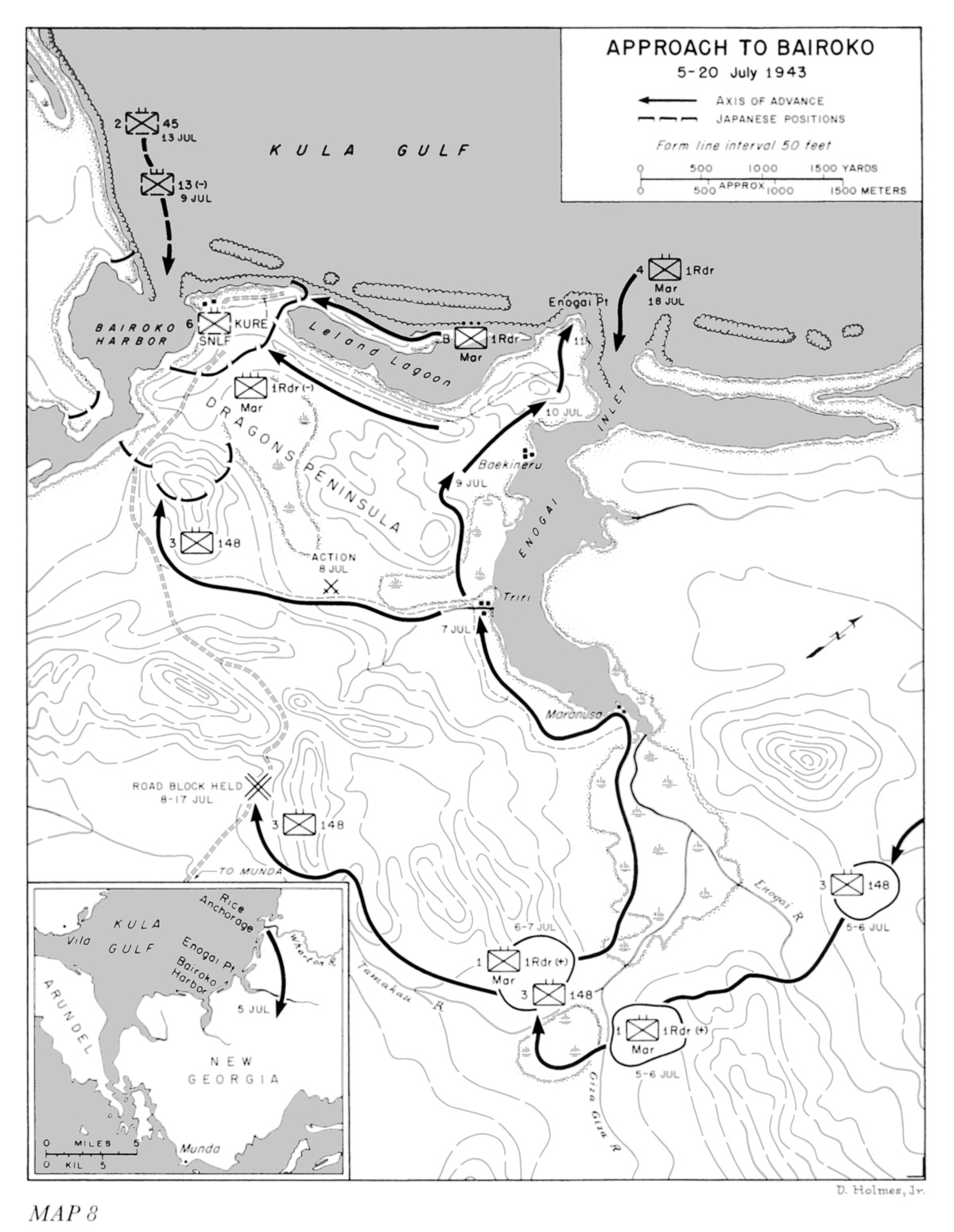
Боевые действия по захвату Байроко

На северном фронте полковник Ливерсед был усилен 700 морскими пехотинцами и планировал захватить деревню Байроко 20 июля. Его отряд должен был атаковать деревню с юго-востока, в то время как морские пехотинцы наступали с северо-востока, образуя классические клещи. Однако японские оборонительные позиции были хорошо укреплены, поэтому ни одна из частей не смогла добиться успеха. 22 июля, незадолго до рассвета, Ливерсед призвал нанести воздушный удар, чтобы прикрыть его отход.
В ночь с 1 на 2 августа, патрулируя пролив Блэкетт к западу от Коломбангары, патрульная лодка PT 109 была атакована и затоплена эсминцем «Амагири». Командиром лодки был лейтенант Джон Ф. Кеннеди .
3 августа Ливерсед начал вторую атаку, направив 148-й батальон блокировать дорогу к Мунде. 10 августа Ливерсед силами батальона повторил прямую атаку на Байроко. После двух недель изнурительных боев американцы вошли в Байроко 24 августа.

### Зачистка Нью-Джорджии

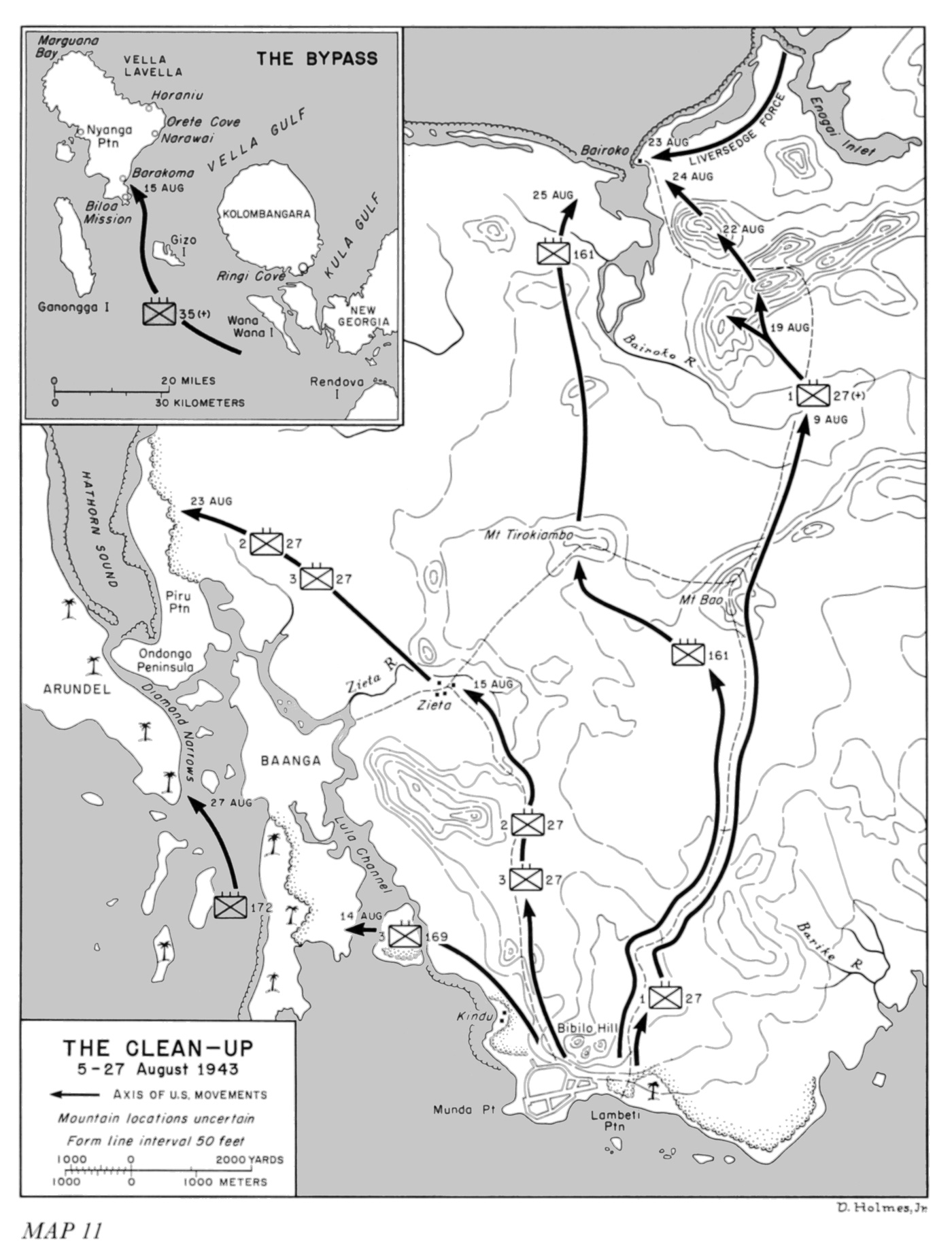
Боевые действия в западной Нью Джорджии

Японское командование в Рабауле совершило последнюю самоубийственную попытку доставить подкрепление генералу Сасаки. Под защитой одного эсминца 940 солдат и 700 матросов были погружены на борт трех эсминцев-транспортов и отправлены под командованием контр-адмирала Каджу Суджиура в Коломбангару в ночь с 6 на 7 августа. Адмирал Теодор Уилкинсон, предполагая подобные действия со стороны японцев, отправил шесть эсминцев под командованием Фредерика Моосбрюггера, на перехват противника. В результате боя в заливе Велья, американские эсминцы полностью уничтожили японцев. Три корабля, перевозящие пассажиров были торпедированы и потоплены, а эскорт-корабль был вынужден отступить. Японцы потеряли 1210 человек убитыми.
После этого крупного поражения, 8—9 августа генерал Сасаки переместил штаб-квартиру на Коломбангару, оставив символические силы для защиты западного побережья Нью-Джорджии. Теперь его задача состояла в том, чтобы как можно дольше удерживать оставшиеся острова Нью-Джорджии, давая своей армии возможность укрепить северные Соломоновы острова. Войска армии США двинулись вдоль западного побережья Нью-Джорджии, уничтожив 200 японцев, оставшихся в районе Зета, после чего захватили остров Баранга, ликвидировав вражескую артиллерийскую батарею. Последние японские войска были эвакуированы из гавани Байроко на Коломбангару в ночь на 23 августа. Это ознаменовало конец наземного боя в Нью-Джорджии.

### Бой за остров Арундел
Генерал Сасаки выполнил свою задачу по отсрочке наступления союзников. Когда 27 августа 172 пехотный полк высадился на острове Арундел, Сасаки позволил противнику занять берег и создать плацдарм. Когда американцы предположили, что оккупация острова будет лёгкой, Сасаки контратаковал в нескольких местах, сковывая силы американцев и заставляя их просить о подкреплении. Самая решительная атака состоялась 15 сентября, в результате чего контингент союзников сократился настолько, что они стали располагать меньшими силами на Арунделе, чем японский гарнизон. Генерал Грисволд приказал осуществить полномасштабные боевые действия. Американцы получили подкрепления, в том числе танки, чтобы выбить японцев с острова. После жестоких боев 17 и 18 сентября японцы покинули Арундел в ночь с 20 на 21 сентября.

### Битва за Велья-Лавелья
Адмирал Холси считал остров Коломбангара сильно укрепленным, поэтому было принято решение о вторжении на Велья-Лавелья, так как остров лежал ближе к Бугенвилю и Рабаулу и был менее защищен. Таким образом, за месяц до полной зачистки Нью-Джорджии, на Велье-Лавелье была высажена группа разведчиков, чтобы получить информацию о силе и расположении японцев, а также о подходящих местах для высадки. В течение недели им удалось произвести разведку местности, полностью избегая контакта с японцами. 31 июля группа благополучно вернулась на Гуадалканал. В качестве места высадки была выбрана деревня Баракома у юго-восточного побережья острова.
Сила вторжения состояла из семи эсминцев-транспортов, трёх транспортных судов, двух подводных лодок и двенадцати эсминцев под личным командованием адмирала Уилкинсона. Наземные силы насчитывали 6500 солдат во главе с генерал-майором Робертом Б. МакКлюром . Японские самолёты атаковали несколько баз союзников в ночь на 14 августа, но упустили флот, направлявшийся к Велья-Лавелья. На следующее утро началась высадка в Баракоме.
Японское командование в Токио посчитало нецелесообразным дальнейшее использование войск на центральных Соломоновых островах. Вместо того, чтобы укреплять и защищать Велья-Лавелья, остров должен был использоваться как промежуточная точка для эвакуации гарнизона с Коломбангара, который был окружён союзниками. Деревня Хораниу на северо-восточном побережье была выбрана в качестве пункта эвакуации. В ночь с 17 на 18 августа в неё прибыло две роты японцев. Силы поддержки в составе четырёх эсминцев были встречены американской флотилией, также состоящей из четырёх эскадренных миноносцев под командованием капитана Томаса Дж. Райана, которые были отправлены, чтобы сорвать операцию. В сражении при Хораниу японцы потеряли две транспортные баржи, но тем не менее им удалось закрепиться и создать базу в районе этой деревни.
Союзники решили вытеснить оставшиеся войска противника на Велья-Лавелья в северо-западный район острова и уничтожить их. Эта задача была поручена 3-й Новозеландской дивизии под командованием генерал-майора Гарольда Э. Берроуклауфа . Новозеландцы начали свое движение 21 сентября, но японцы яростно сопротивлялись, поэтому потребовалось две недели, прежде чем 5—6 октября, удалось зачистить район от противника. За время боев, японский гарнизон потерял от 200 до 300 убитыми. Новозеландцы потеряли 32 человека убитыми и 32 раненными.
В ночь с 6 на 7 октября контр-адмирал Мацудзи Юйин привёл группу кораблей, состоящую из трёх эсминцев-транспортов и двенадцати небольших кораблей, чтобы эвакуировать 600 оставшихся солдат с Велья-Лавелья. Юйин лично командовал группой из шести эсминцев, отправленных для прикрытия операции. Адмирал Уилкинсон перенаправил две группы из трёх эсминцев, чтобы попытаться сорвать эвакуацию. Только первая группа под командованием капитана Фрэнка Р. Уокера прибыла вовремя и приняла бой. В результате битвы у Велья-Лавелья были уничтожены американский эсминец «Шевалье» и японский эсминец «Югумо» и американцы были вынуждены отступить. Юйину удалось предотвратить американское вмешательство в эвакуацию. Вторая группа кораблей вошла в зону эвакуации гораздо позже, не встретившись с противником. Кампания в Нью Джорджии была завершена.